# Saint-Aubin-Routot
Saint-Aubin-Routot é uma comuna francesa na região administrativa da Normandia, no departamento de Sena Marítimo. Estende-se por uma área de 6,65 km². Em 2010 a comuna tinha 1 921 habitantes (densidade: 288,9 hab./km²).